# Гардін (Монтана)
Гардін (англ. Hardin) — місто (англ. city) в США, в окрузі Біґ-Горн штату Монтана. Населення — 3818 осіб (2020).

## Географія
Гардін розташований за координатами 45°44′32″ пн. ш. 107°36′29″ зх. д. / 45.74222° пн. ш. 107.60806° зх. д. (45.742235, -107.608015).  За даними Бюро перепису населення США в 2010 році місто мало площу 6,64 км², уся площа — суходіл. В 2017 році площа становила 7,69 км², уся площа — суходіл.

### Клімат
| Клімат : Гардін                    | Клімат : Гардін | Клімат : Гардін | Клімат : Гардін | Клімат : Гардін | Клімат : Гардін | Клімат : Гардін | Клімат : Гардін | Клімат : Гардін | Клімат : Гардін | Клімат : Гардін | Клімат : Гардін | Клімат : Гардін | Клімат : Гардін |
| Показник                           | Січ.            | Лют.            | Бер.            | Квіт.           | Трав.           | Черв.           | Лип.            | Серп.           | Вер.            | Жовт.           | Лист.           | Груд.           | Рік             |
| Абсолютний максимум, °C            | 21,1            | 23,3            | 28,9            | 35,6            | 36,1            | 41,1            | 44,4            | 42,8            | 40,0            | 34,4            | 27,2            | 20,6            | 44,4            |
| Середній максимум, °C              | 1,9             | 5,9             | 11,2            | 17,2            | 22,8            | 28,1            | 32,6            | 32,3            | 25,9            | 18,5            | 8,4             | 2,9             | 17,4            |
| Середня температура, °C            | −4,9            | −1,5            | 3,4             | 9,0             | 14,3            | 19,1            | 22,8            | 22,3            | 16,2            | 9,7             | 1,5             | −3,8            | 9,1             |
| Середній мінімум, °C               | −11,7           | −8,9            | −4,3            | 0,7             | 5,8             | 10,2            | 13,0            | 12,3            | 6,5             | 0,9             | −5,5            | −10,4           | 0,8             |
| Абсолютний мінімум, °C             | −41,1           | −38,9           | −33,9           | −17,2           | −9,4            | −1,1            | 1,1             | 0,0             | −9,4            | −25             | −35             | −43,9           | −43,9           |
| Норма опадів, мм                   | 15              | 9               | 17              | 35              | 50              | 42              | 29              | 17              | 33              | 33              | 15              | 12              | 307             |
| ---------------------------------- | --------------- | --------------- | --------------- | --------------- | --------------- | --------------- | --------------- | --------------- | --------------- | --------------- | --------------- | --------------- | --------------- |
| Джерело: NOAA (normals, 1971–2000) |                 |                 |                 |                 |                 |                 |                 |                 |                 |                 |                 |                 |                 |

## Демографія
Згідно з переписом 2010 року, у місті мешкало 3505 осіб у 1301 домогосподарстві у складі 850 родин. Густота населення становила 528 осіб/км².  Було 1401 помешкання (211/км²).
Расовий склад населення:
| - 49,8 % — білих - 40,8 % — корінних американців - 1,2 % — азіатів - 0,7 % — чорних або афроамериканців - 0,1 % — вихідців з тихоокеанських островів - 2,2 % — осіб інших рас |

До двох чи більше рас належало 5,1 %. Частка іспаномовних становила 7,1 % від усіх жителів.
За віковим діапазоном населення розподілялося таким чином: 29,7 % — особи молодші 18 років, 57,0 % — особи у віці 18—64 років, 13,3 % — особи у віці 65 років та старші. Медіана віку мешканця становила 33,2 року. На 100 осіб жіночої статі у місті припадало 95,0 чоловіків;  на 100 жінок у віці від 18 років та старших — 88,2 чоловіків також старших 18 років.
Середній дохід на одне домашнє господарство  становив 48 530 доларів США (медіана — 34 917), а середній дохід на одну сім'ю — 56 193 долари (медіана — 43 929). Медіана доходів становила 43 750 доларів для чоловіків та 33 504 долари для жінок. За межею бідності перебувало 22,6 % осіб, у тому числі 30,0 % дітей у віці до 18 років та 15,8 % осіб у віці 65 років та старших.
Цивільне працевлаштоване населення становило 1271 осіб. Основні галузі зайнятості: освіта, охорона здоров'я та соціальна допомога — 37,1 %, мистецтво, розваги та відпочинок — 21,2 %, публічна адміністрація — 13,5 %, роздрібна торгівля — 9,0 %.